# C/1962 C1 (Seki-Lines)
Kometa Seki-Lines (C/1962 C1) – kometa jednopojawieniowa, którą po raz pierwszy zaobserwowali 4 lutego 1962 roku Tsutomu Seki oraz Richard Lines.

## Orbita
Orbita komety C/1962 C1 ma kształt hiperboli o mimośrodzie >1. Jej peryhelium znalazło się w odległości 0,03 j.a. od Słońca, a sama kometa przeszła przez nie 1 kwietnia 1962 roku. Nachylenie orbity względem ekliptyki to wartość 65˚.
Kometa ta nigdy nie powróci w pobliże Słońca.